# La rondine (Mango)
La rondine è un singolo di Mango, estratto dall'album Disincanto del 2002.

## Descrizione
Scritto da Mango e Pasquale Panella con gli arrangiamenti di Rocco Petruzzi, è stato registrato presso lo studio "Oro" di Lagonegro e mixato nello studio "Excalibur" di Milano. Contiene anche una cover di "Michelle" dei Beatles e "Nero e blu", una canzone di Mango degli esordi, tratta dall'album È pericoloso sporgersi del 1982. "La rondine" fu portato in gara al Festivalbar.

## Accoglienza
Il brano divenne uno dei maggiori successi dell’estate 2002 e trascorse 30 settimane nella classifica FIMI, raggiungendo la 5ª posizione. In radio esordì direttamente in top 10, secondo i dati raccolti da Music Control.

## Cover
Il 19 novembre 2019, il gruppo etnico dei Tarantolati di Tricarico ne ha eseguito una rivisitazione durante l'evento "Tutto l’amore che conta per davvero" in onore del cantautore, tenutosi il teatro della Triennale di Milano.
La figlia Angelina ha reinterpretato il brano durante la quarta serata del Festival di Sanremo 2024, piazzandosi al 2º posto nella classifica dedicata alle cover. Il brano è stato riarrangiato dalla stessa Angelina assieme a suo fratello Filippo. Per l'occasione la cantante è stata accompagnata dal quartetto d'archi dell'orchestra di Roma, la stessa che ha curato la parte orchestrale del brano originale, nonché dell'album in toto. A seguito della performance di Angelina, il singolo è rientrato in classifica, raggiungendo la 26ª posizione, ed è stato certificato disco di platino.

## Tracce
1. La rondine – 4:26 (Pino Mango, Pasquale Panella)
2. Michelle – 2:36 (Lennon-McCartney)
3. Nero e blu – 3:19 (Pino Mango, Armando Mango)

## Classifiche
| Classifica (2002) | Posizione massima |
| ----------------- | ----------------- |
| Italia (FIMI)     | 5                 |

| Classifica (2024) | Posizione massima |
| ----------------- | ----------------- |
| Italia (FIMI)     | 26                |